# آسپارنا

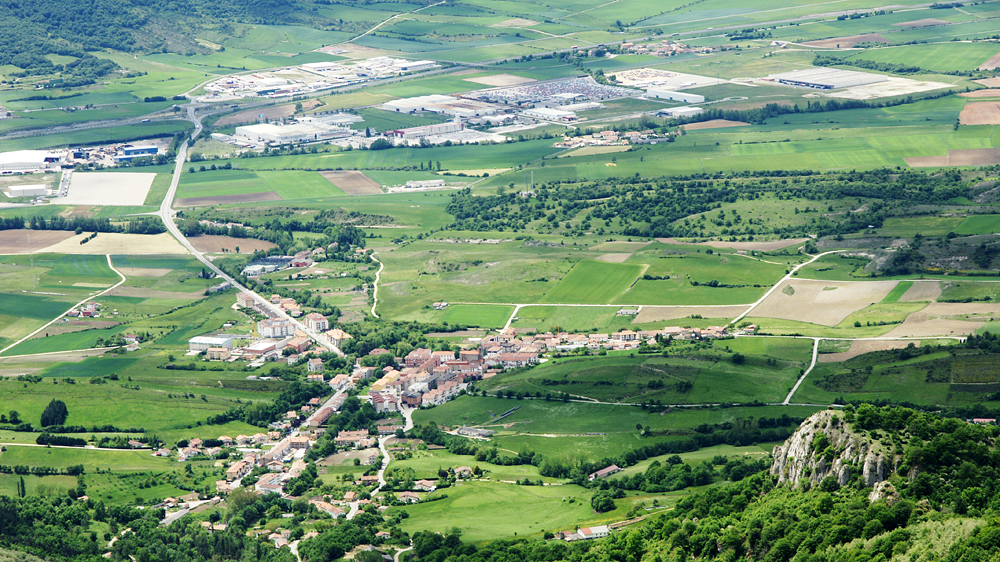
نمایی از دهستان آسپارنا در استان آلابای - ۲۰۰۹

آسپارنا دهستانی در استان آلابای اسپانیا است.
در این دهستان ۱۵۸۳ نفر زندگی می‌کنند. مساحت این دهستان ۶۵٫۰۱ کیلومتر مربع است.